# Felix der Begehrte

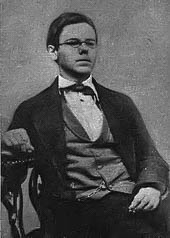
Peter Rosegger um 1865

Felix der Begehrte ist eine Erzählung des österreichischen Schriftstellers Peter Rosegger, die in dem Illustrierten Familienblatt Die Heimat 1876 unter dem Titel Felix auf der Länd. Die Geschichte einer seltsamen Bauernliebschaft in Wien erschien.

## Inhalt
Nicht allzu weit von Breitenschlag entfernt fließt die Seim durchs bewaldete obere Viertel dicht am prächtigen Ländhof vorbei ins liebliche untere Viertel. Dort, in einem Weinanbaugebiet nahe bei Zollau, wiederum dicht neben der nun breiter dahinströmenden Seim, lebt der junge, gut gebaute Winzer Felix Froschreiter oberhalb des Zollauer Wehres, einem ziemlich hohen natürlichen Wasserfall, mit den Seinen in einem bescheidenen Häuschen. Der alte Winzer Froschreiter ist kinderreich und bettelarm. Da kommt es der Familie zupasse, als die begüterte Herrin des Ländhofes mit ihrem Kutscher vorfährt und ein verlockendes Angebot macht. Wenn Felix, ältester Sohn der Froschreiters, seinen „Traubentreter“-Beruf aufgibt und mit hinauf auf den Ländhof zieht, will die Großbäuerin den stattlichen Burschen vom Militärdienst freistellen lassen. Felix zaudert nicht. Als die Ländhoferin ein paar Tage darauf wieder großspurig angefahren kommt, steigt er zu. Schon auf der Fahrt ins obere Viertel bekommt Felix mit, worum es der Herrin geht. Vor elf Jahren hatte sie den vierunddreißig Jahre älteren Ländhofer geheiratet. Der war vor etlichen Monaten verstorben. Die gutaussehende Witwe will einen Jungen aus dem Weinland. Die Ländhoferin stammt ebenfalls aus dem unteren Viertel. Gut, denkt sich Felix, der beinahe ihr Sohn sein könnte, dann kann ich meine Familie auf den Ländhof holen und vielleicht einen der Brüder studieren lassen.
Das Blatt wendet sich, als Felix auf dem Ländhof seine Liebe zur blassen jungen Konstanze, der Tochter des verstorbenen Ländhofers aus erster Ehe, entdeckt. Die Liebe wird erwidert. Die Herrin schäumt vor Eifersucht und schlottert vor Angst: Konstanzes Vormund, der Waldmeister in Breitenschlag, verwahrt das Testament des verstorbenen Ländhofers – höchstwahrscheinlich zugunsten seiner Tochter Konstanze verfasst.
Die Ländhoferin will um ihr „Glück“ kämpfen. Im stürmischen Herbst muss Konstanze auf Anweisung der Stiefmutter ganz allein eine Kahnfuhre Flachs entladen und in die Dörrstube des Ländhofes tragen. Als Konstanze wieder den im starken Wellengang der Seim schwankenden Flachskahn betreten hat, kappt die Stiefmutter das Seil, an dem der Lastkahn am Ufer festgemacht ist. Konstanze treibt ab. Das Wasserfahrzeug nimmt Fahrt auf. Die Eifersüchtige frohlockt am Ufer. Wahrscheinlich hat sie die Nebenbuhlerin in den Tod geschickt. Aber die Ländhoferin  hat falsch gedacht. Felix, der Konstanze beim Entladen hilft, ist mit an Bord des Kahns. Kurz vor dem todbringenden Zollauer Wehr rettet er die Geliebte und sich. Der Vater und die Mutter nehmen den Sohn und das pitschnasse fremde Mädchen nachts auf. Am anderen Morgen kommt Konstanzes Vormund aus Breitenschlag angeritten und bringt frische Nachricht. Erstens, die Großbäuerin ist gestorben, nachdem sie, erschrocken vor der eigenen Untat, der Schlag getroffen hatte. Und zweitens, bei Volljährigkeit wird Konstanze laut Testament Herrin auf der Länd. Dazu der Kommentar Felixens: „Helf’ Gott! Und wahr soll’s sein, was ich mir jetzt gedacht hab’!“

### Ausgaben
- Felix der Begehrte. In: Mann und Weib. Liebesgeschichten von P. K. Rosegger. Band 1. Manz’sche Verlags- und Universitätsbuchhandlung, Wien 1879, S. 1–84.
- Felix der Begehrte. In: Das Buch der Novellen. Zweiter Band. Von Peter Rosegger (Vom Vogel, der sein Nest vertan – Felix der Begehrte – Jung Hanele, die Trutzige – Die Feinde – Die Sennerin und ihre Freunde – Durch – Der Geldfeind – Das Ereignis in der Schrun – Maria im Elend – Empor zu Gott). L. Staackmann. Leipzig 1915, S. 49–116.
- Felix der Begehrte. In: Karl-Maria Guth (Hrsg.): Peter Rosegger: Die Waldbauern. Geschichten aus der Bergheimat (Nachdruck der Ausgabe P. Franke, Berlin 1933). Contumax-Hofenberg, Berlin 2017, ISBN 978-3-7437-0906-5, S. 89–139.

### Sekundärliteratur
- Karl Wagner (Hrsg.), Max Kaiser (Hrsg.), Werner Michler (Hrsg.): Peter Rosegger – Gustav Heckenast. Briefwechsel 1869–1878 (Mitarbeiter: Oliver Bruck und Christiane Zintzen). Böhlau, Wien 2003, ISBN 3-205-99482-5.